# Telediario
Telediario é o único telejornal da TVE, sendo que tem 3 edições diárias: uma matutina (Telediario Matinal), outra vespertina (Telediario 1), e a outra, noturna (Telediario 2), sendo exibido de domingo-domingo. Surgiu em 15 de setembro de 1957.

## História
O Telediario surgiu em 15 de setembro de 1957, substituíndo um outro telejornal, que já estava no ar desde a fundação da Televisión Española, em outubro de 1956, chamado de Últimas Notícias, na época da "ditadura franquista", por isso, o telejornal sofreu com muitas repressões de veinculação de imagens, por essa ditadura.
Em 1961, o Telediario ganha 2 novas edições diárias, sendo assim, nascia o Telediario 1, e
Telediario 2.
Em 1966, o Telediario ganhava espaço internacional, onde o jornalístico contava com a colaboração dos correspondentes de Londres-ING, Roma-ITÁ, e de Paris-FRA, para trazer as informações desses lugares. Mais tarde, a TVE ganhava um correspondente em Nova York-EUA.
Em 1974, o Telediario ganha uma edição noturna, sendo assim, o telejornal tinha a partir de então, 3 edições (manhã, tarde, noite e madrugada).
Em 1975, o jornalístico passa a ser exibido à cores.
A década de 1980 foi época de acusações contra o departamento jornalístico da TVE, sendo acusada de manipulação nas informações políticas.
Em 11 de setembro de 2001, o Telediario ficou num tempo recorde initerrupto no ar, trazendo ao vivo, os acontecimentos e informações dos episódios dos ataques terroristas nos Estados Unidos.
Em 11 de março de 2004, o Telediario fez uma ampla cobertura, trazendo as informações dos ataques terroristas ao metrô de Madri-ESP., onde nesse dia, o telejornal também ficou um longo período de tempo no ar.
Desde 2004, o Telediario, além do La 1, e da TVE, é exibido nos canais: 24 Horas e TVE International.
Em 2010, o Telediario 3 é extinto, deixando no ar, as outras 2 edições do telejornal.

### Reconhecimento internacional
Assim como o: Jornal Nacional da Rede Globo, ABC World News Tonight da ABC, entre outros, o Telediario é reconhecido no mundo todo, como um dos principais e melhores telejornais do mundo, chegando em 2009, à ganhar o prêmio de melhor telejornal do mundo. Nos 2 anos seguintes (2010, e 2011), o jornalístico ficou em 2º lugar.

## Histórico de apresentadores

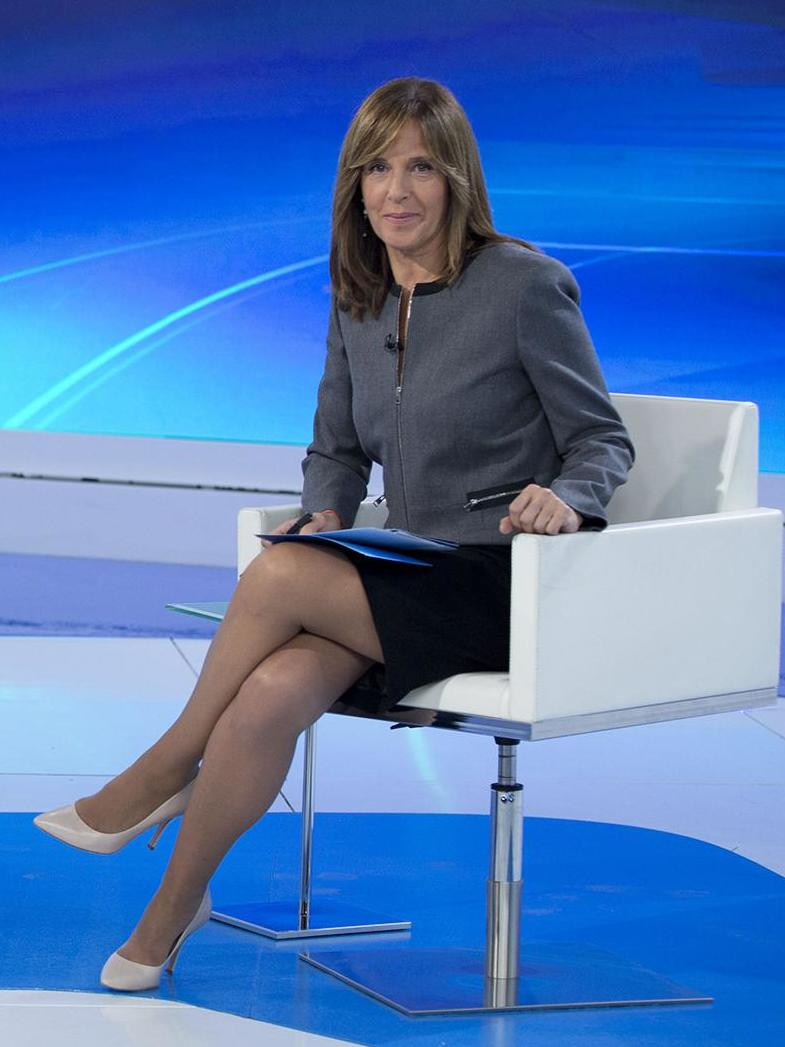
Ana Blanco, apresentadora do Telediario.

### Âncoras titulares
- TD Matinal: Ana Ibáñez e Jerónimo Fernández (respectivamente, desde 2014 e 2017)
- TD 1: Pilar García Muñiz (desde 2013)
- TD 2: Ana Blanco López (desde 1990)
- TD Fin de Semana: Raquel Martínez e Pedro Carreño (respectivamente,desde 2012 e 2014).

### Âncoras substitutos
- TD Matinal: Não possui
- TD 1: Marta Jaumandreu, Olga Lambrea e Lara Siscar
- TD 2: As mesmas do TD 1
- TD Fin de Semana: Jerónimo Fernández, Marta Jaumandreu, Lara Siscar e Ana Ibañez

### Apresentadores do bloco de esportes
- TD Matinal: Àngel Pons (titular) e Lara Gandarillas (substituta)
- TD 1: Sergio Sauca (titular), Julián Reyes, Raquel González, Nico de Vicente e Estefanía Rey (substitutos)
- TD 2: Jesús Álvarez (titular),Nico de Vicente, Raquel González e Julián Reyes (substitutos)
- TD Fin de Semana: Arsenio Cañada (titular), Nico de Vicente, Roi Groba,Raquel González e Julián Reyes (substitutos)

### Apresentadores do bloco de meteorologia (El tiempo)
- TD Matinal: Silvia Laplana
- TD 1: Albert Barniol
- TD 2: Mònica López
- TD Fin de Semana: Martín Barreiro

### Ex-apresentadores
- Jesús Álvarez (1957-1967)
- Eduardo Sancho (1957-1966)
- David Cubedo (1957-1970)
- Blanca Álvarez (1958-1970)
- Santiago Vázquez (1961-1973)
- José Luis Uribarre (1961-1962)
- Blanca Gala (1968-1969)
- Julio César Fernández (1968-1970)
- Gustavo Cantolla (1970-1990)
- Alberto Delgado (1971-1983)
- Florencio Solchaga (1971-1975)
- Ramón Sànchez Ocaña (1972-1975)
- Javier Vázquez (1973-1975)
- Rosa María Mateo (1973-1993)
- Pedro Macía (1973-1980)
- Adela Cantalapiedra (1974-1980)
- Pedro Meyer (1974-1981)
- Clara Isabel Francia (1975-1977)
- Mari Carmen García Vela (1975-1978; 1981-1983)
- Eduardo Sotillo (1976-1978; 1995-1996)
- Ricardo Fernández Deu (1976-1977)
- Nieves Romero (1976-1977)
- Manuel Almendro (1976-1977)
- Ladislao Azcona (1976-1977)
- José Miguel Flores (1978-1979)
- Tello Zurro (1978-1985)
- Cristina García Ramos (1979-1983)
- Iñaki Gabilondo (1981)
- Joaquin Arozamena (1981-1984)
- Victoria Prego (1981-1982)
- Rosa Maria Artal (1983)
- Ana Rosa Quintana (1982-1983)
- Secundino González (1982-1987)
- Santiago López Castillo (1982-1983)
- Luis Maridas (1982-1990)
- Baltasar Magro (1983)
- Manuel Campo Vidal (1983-1987)
- Felipe Mellizo (1984-1985)
- Pepe Navarro (1984)
- Paco Montesdeoca (1984)
- Francisco Labatón (1985-1987)
- Ângeles Caso (1985-1987)
- Concha García Campoy (1985-1987)
- Carlos Herrera Crusset (1985)
- Elena Sánchez (1987-1993; 2004-2006)
- Isabel Tenaille (1987)
- Luis de Benito (1987-1988)
- Andrés Aberasturi (1988)
- Teresa Castanedo (1988-1989)
- Pedro Piqueras (1988-1993)
- Olga Barrio (1988)
- María San Juan (1988)
- María Paul Domingues (1989-1990)
- Miguel Adrover (1989-1990)
- Anna Castells (1989-1990)
- Jesús Hermida (1990-1991)
- Almudena Ariza (1990-1999)
- Francine Gálvez (1990-1991)
- Josep Maria Balcells (1991-1992)
- Matias Prats Luque (1991-1998)
- Antonio Martin Benites (1991-1997)
- Fernando Gomzález Delgado (1993-1996)
- Ramón Pellicer (1993-1996)
- Pedro Altares (1993-1995)
- Montserrat Balfegó (1993-1995)
- Sandra Sutherland (1994-1997)
- Ângeles Bravo (1996-2007)
- César Macía (1996-2001)
- Ernesto Sáenz de Buruaga (1996-1998)
- Pedro Sánchez Quitana (1996-2000)
- José Ribagorda (1997-2004)
- Jenaro Castro (1997-2000)
- Alfredo Urdaci (1998-2004)
- María José Molina (1999-2004)
- Antonio Parredo (2000-2005)
- Carmen Tomás (2000-2004)
- Ìgor Gómez (2001-2006)
- Beatriz Pérez-Aranda (2003-2004)
- Letizia Ortiz (2003)
- Helena Resano (2003-2006)
- Pilar García Muñiz (2003-2004; 2013-atual)
- Josep Puigbó (2003-2004)
- David Cantero (2004-2010)
- Susana Roza (2004-2012)
- Lorenzo Milá (2004-2009)
- Ana Roldán (2006-2012)
- María Casado Paredes (2006-2012)
- Alejandra Herranz (2008-2010)
- Pepa Bueno (2009-2012)
- Marcos López (2010-2014)
- Ana Bélen Roy (2012-2014)
- Marta Jaumandreu (2012-2013)
- Jesús Amor (2012-2014)
- Oriol Nolis (2012-2014)

### Bloco desportivo
- María Escario (1986-2014)
- Mari Carmen Izquierdo (1979-1983)
- Marcos López (2007-2010)
- Salvador Martín Mateos (1992-2007)
- Desirée Ndjambo (2010-2013)
- Miguel Ors (1973-1978)
- J.J. Santos (1997-2002)
- Miguel Vila (1975-1979)
- Olga Viza (1987-1992)
- Marc Martín (2014-2016)
- Estefanía Rey (2014-2017)
- Jesús Álvarez (1989-atual)
- Sergio Sauca (1990-atual)
- Roi Groba (2013-atual)
- Arsenio Cañada (2014-atual)
- Nico de Vicente (2012-2013 e 2016-atual)